# Italienischer Walzer
Italienischer Walzer, op. 407, är en vals av Johann Strauss den yngre. Den spelades första gången den 22 mars 1882 på Stora konsertsalen i Musikverein i Wien. 

## Historia
Johann Strauss operett Det lustiga kriget hade premiär på Theater an der Wien den 25 november 1881 och spelades fler än hundra gånger i rad. Strauss arrangerade totalt tio separata orkesterstycken från operettens musiknummer, däribland valsen Italienischer Walzer. Melodin till valsen är hämtad från kvintetten "Kommen und geh'n, ohne zu seh'n" (Nr 6) i finalen till första akten. Titeln härrör sig från det faktum att operettens handling utspelas i Italien. Johann Strauss dirigerade själv sin vals vid en välgörenhetskonsert arrangerad av hustrun Angelika den 22 mars i Musikverein. Hon var särskilt involverad i vården av arbetarbarn och hjälpte familjer att tillbringa semester på landet i södra Österrike.

## Om polkan
Speltiden är ca 7 minuter och 36 sekunder plus minus några sekunder beroende på dirigentens musikaliska tolkning.
Valsen var ett av tio verk där Strauss återanvände musik från operetten Det lustiga kriget:
- Der lustige Krieg, Marsch, Opus 397
- Frisch ins Feld, Marsch, Opus 398
- Was sich liebt, neckt sich, Polka-francaise, Opus 399
- Kuß-Walzer, Vals, Opus 400
- Der Klügere gibt nach, Polkamazurka, Opus 401
- Der lustige Krieg, Kadrilj, Opus 402
- Entweder - oder, Polka-Schnell, Opus 403
- Violetta, Polka-francaise, Opus 404
- Nord und Süd, Polkamazurka, Opus 405
- Italienischer Walzer, Vals, Opus 407

## Weblänkar
- Italienischer Walzer i Naxos-utgåvan.